# Iriomote

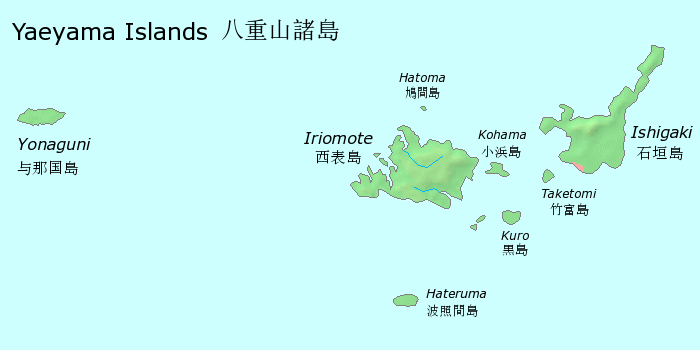
Carta dell'Isola di Iriomote e delle altre Isole Yaeyama.

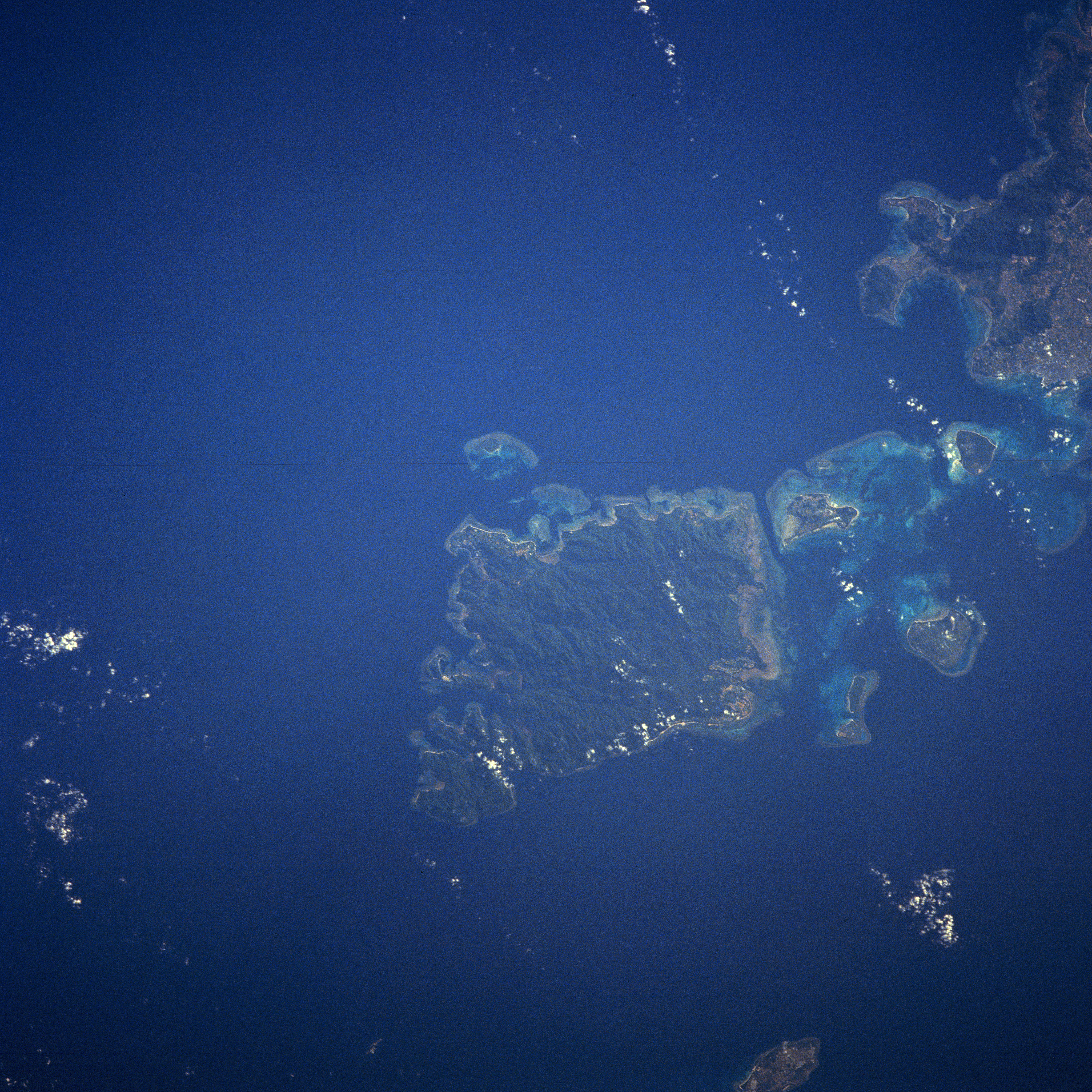
Iriomote vista dallo spazio, agosto 1991.

Iriomote (西表島, Iriomote-jima; yaeyama: Irimuti; okinawense: Iriumuti) è la più grande delle Isole Yaeyama e la seconda per estensione tra quelle appartenenti alla Prefettura di Okinawa, dopo l'Isola di Okinawa stessa.
Nonostante abbia un'estensione di 289 km², la popolazione totale dell'isola è inferiore ai 2 000 abitanti e le infrastrutture sono limitate a una singola strada costiera che collega i villaggi del nord alle coste orientali. Sull'isola non è presente nessuna pista d'atterraggio e la maggior parte dei visitatori - più di 150.000 nel 2003 - arrivano da Ishigaki col traghetto. Dal punto di vista amministrativo l'isola appartiene alla Città di Taketomi, della Prefettura di Okinawa, in Giappone.

## Geografia e clima
Iriomote ha un clima marittimo subtropicale. La temperatura media annuale è di 23,4 °C, mentre quella media mensile varia dai 17,6 °C di gennaio ai 28,4 di luglio. Ogni anno, tra giugno e settembre, l'isola è colpita dai tifoni.
La maggior parte dell'isola è ricoperta da una fitta giungla subtropicale e da paludi di mangrovie. L'80% dell'isola è protetto ed il 34,3% costituisce il Parco nazionale di Iriomote-Ishigaki. La vetta più elevata è il Monte Komi (古見岳, Komidake), alto 470 metri.
L'isola è famosa soprattutto per il gatto di Iriomote (Prionailurus iriomotensis; giapponese: 西表山猫, Iriomote-yamaneko), un rarissimo gatto selvatico notturno che vive solamente su quest'isola, ritenuto da alcuni una specie a sé stante. Si stima che in natura ne rimangano circa 100 esemplari.

## Cultura
Alcuni abitanti dell'isola parlano l'iriomotese, un dialetto della lingua yaeyama.

## Storia
Fino alla fine della seconda guerra mondiale, Iriomote era quasi completamente disabitata, dato che era infestata dalla malaria, e veniva utilizzata soprattutto per la coltivazione del riso. Inoltre, durante la guerra, degli abitanti di Ishigaki furono costretti a rifugiarsi su Iriomote e alcuni di questi contrassero la malaria.
Dopo la guerra, le Forze Armate USA in Giappone sradicarono completamente la malaria dall'isola. Oltre che sul turismo, l'economia dell'isola si basa sulla produzione agricola, soprattutto di ananas, e sulla pesca.

## Galleria d'immagini

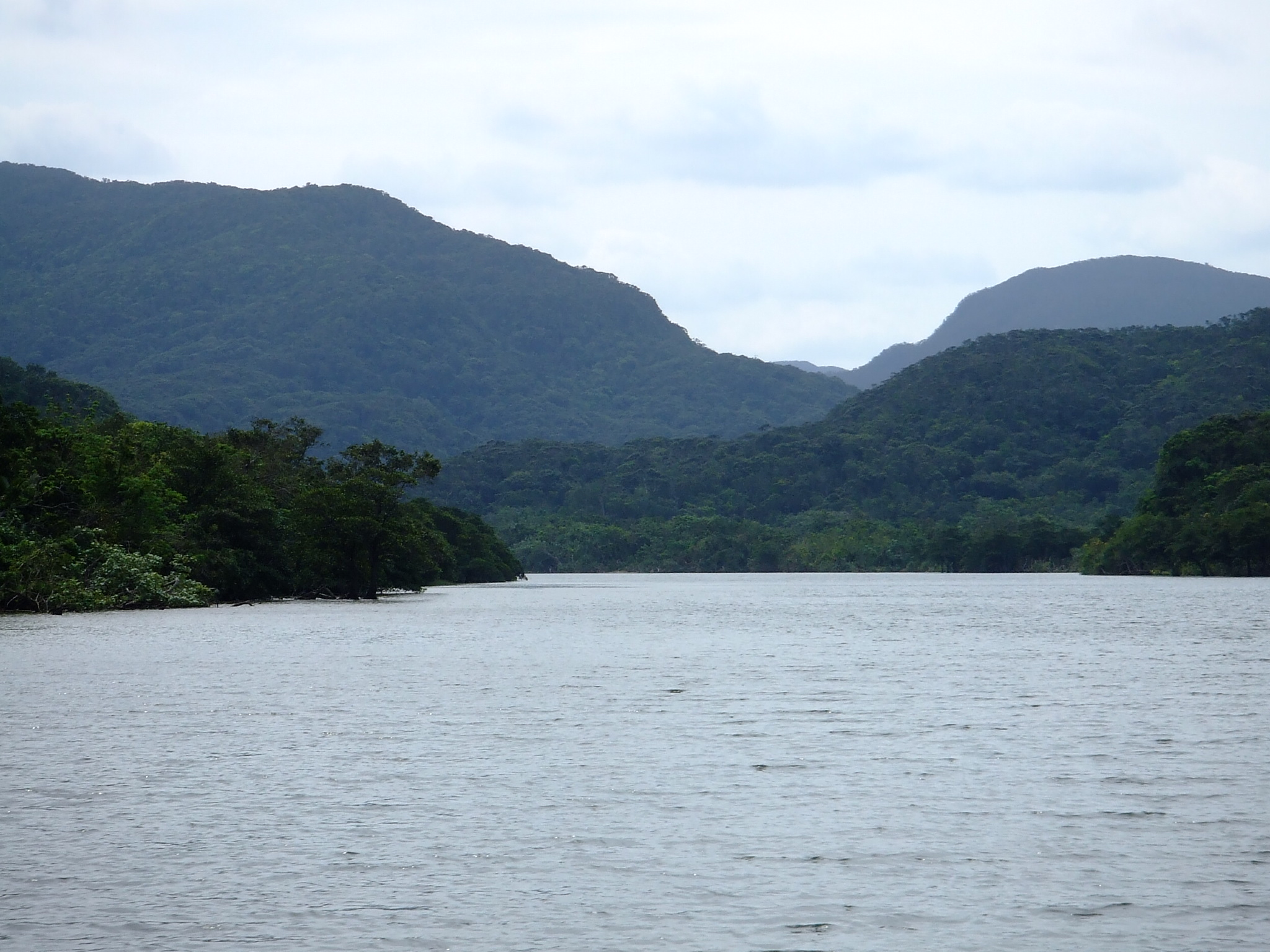
Urauchi-gawa: il Fiume Urauchi - il più lungo fiume di Okinawa.
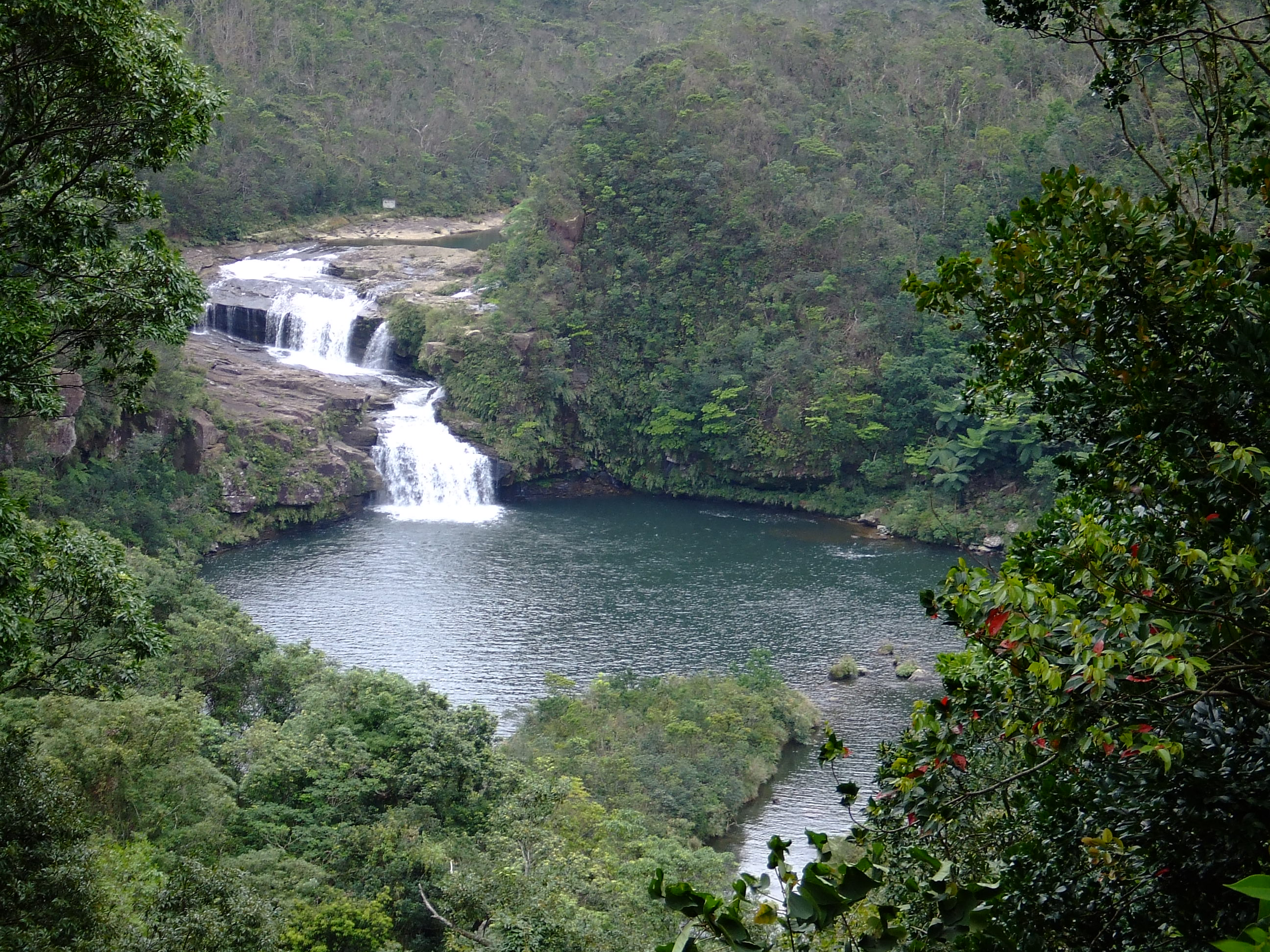
Mariyudo-no-taki: la cascata di Mariyudö sul Fiume Urauchi.
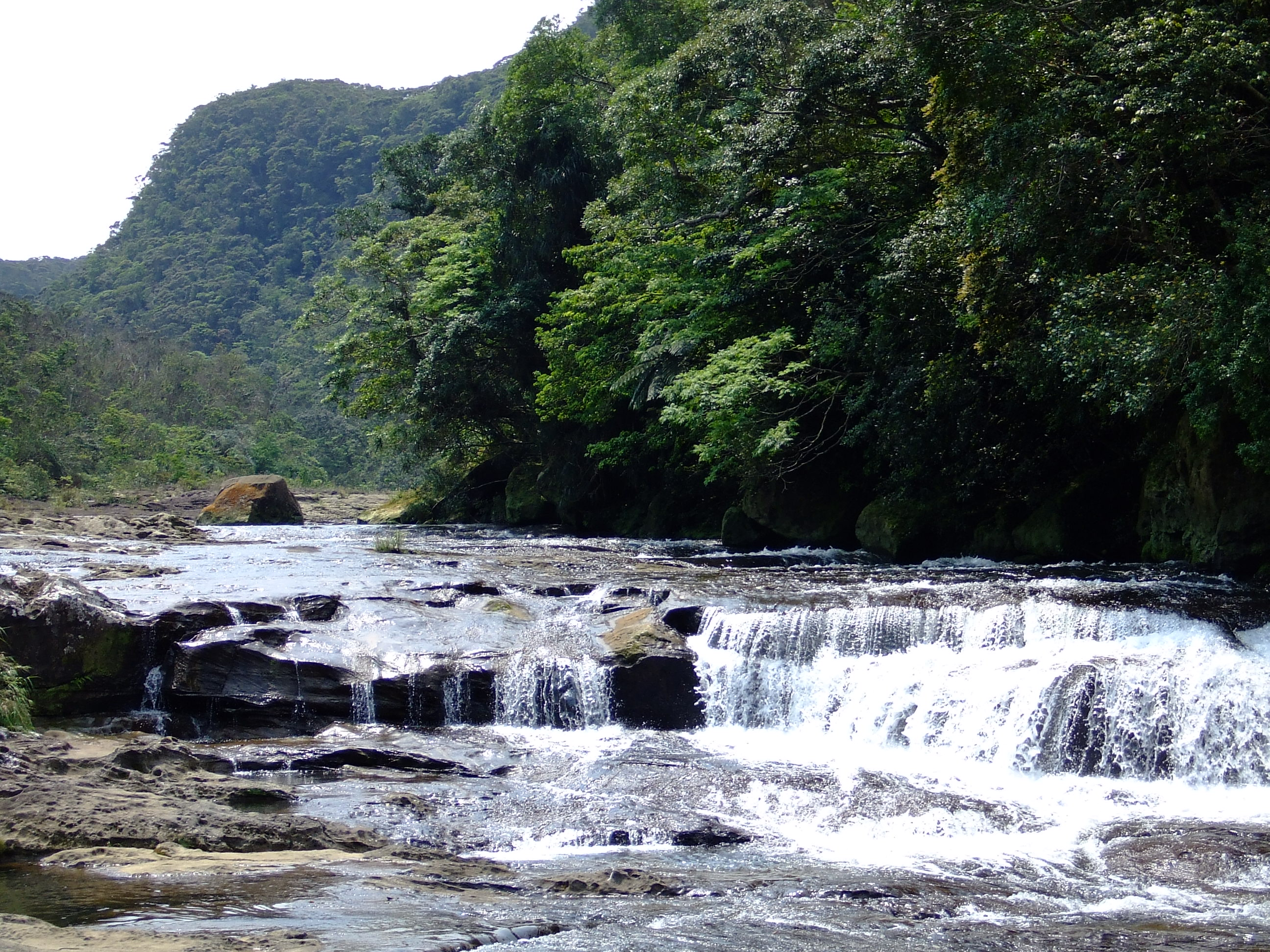
Kampire-no-taki: una porzione della cascata di Kampire sul Fiume Urauchi.
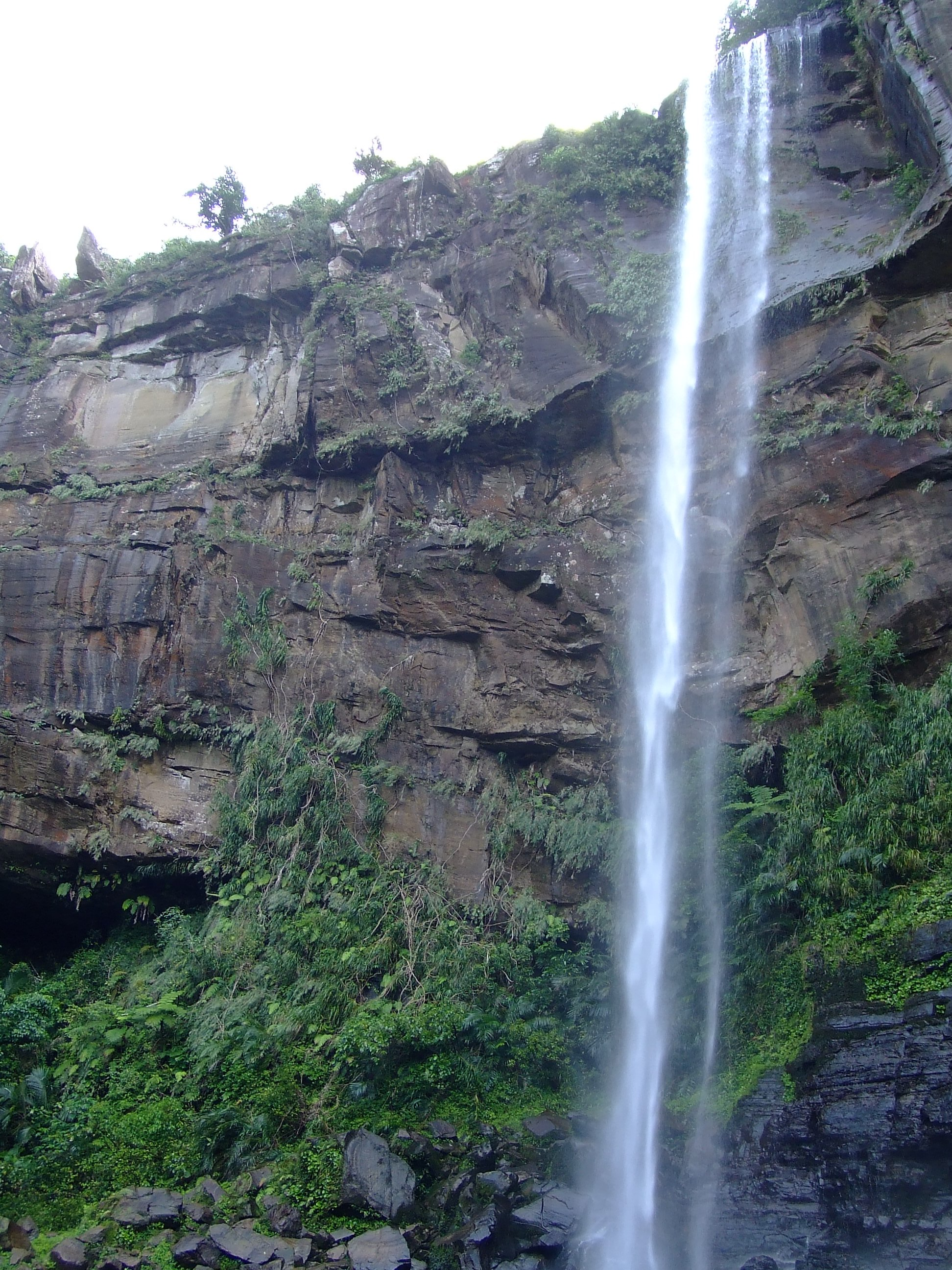
Pinaisara-no-taki: la cascata di Pinaisara, nel nord dell'isola.
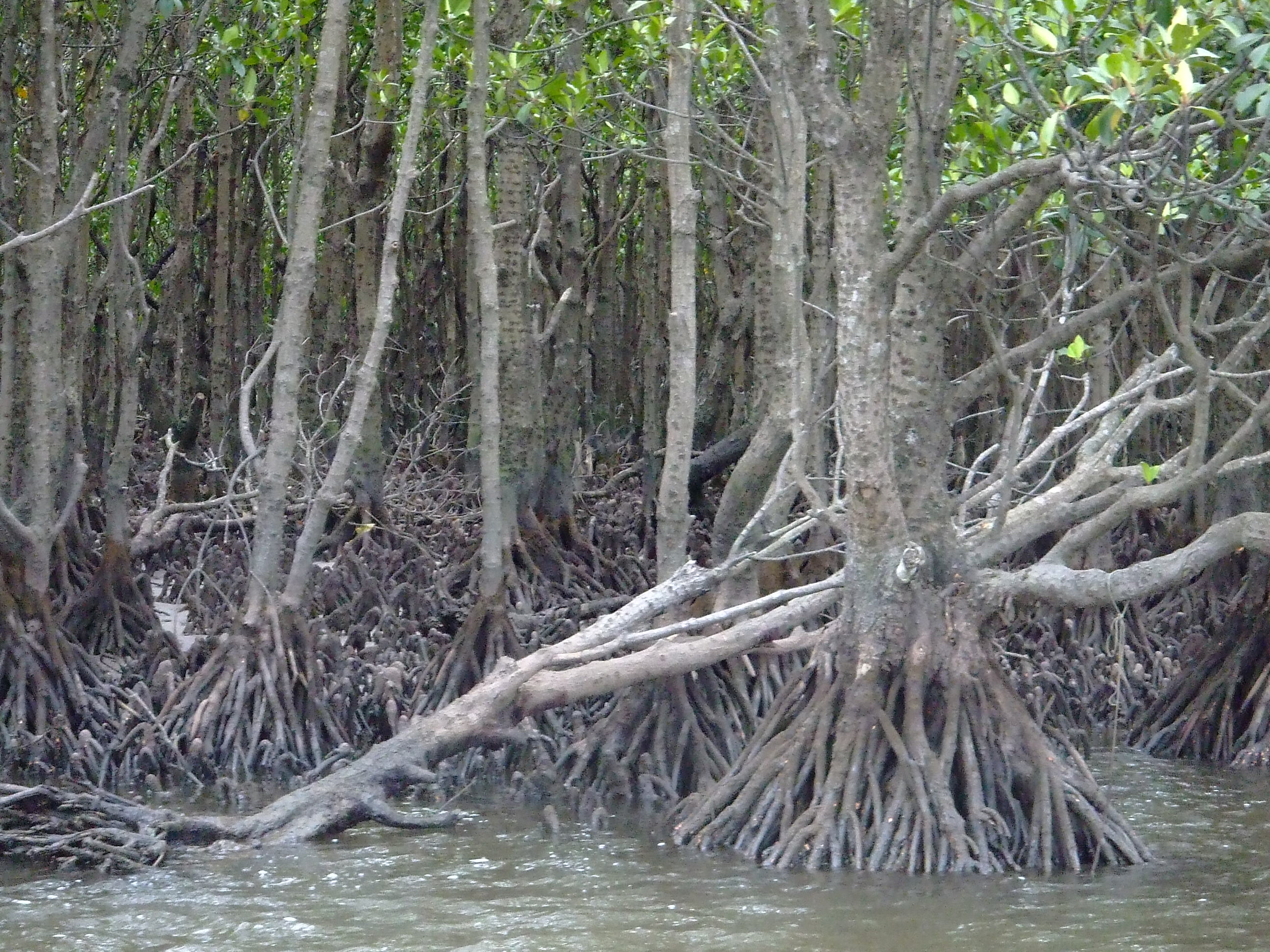
Mangrovie: mangrovie lungo il Fiume Nakama.
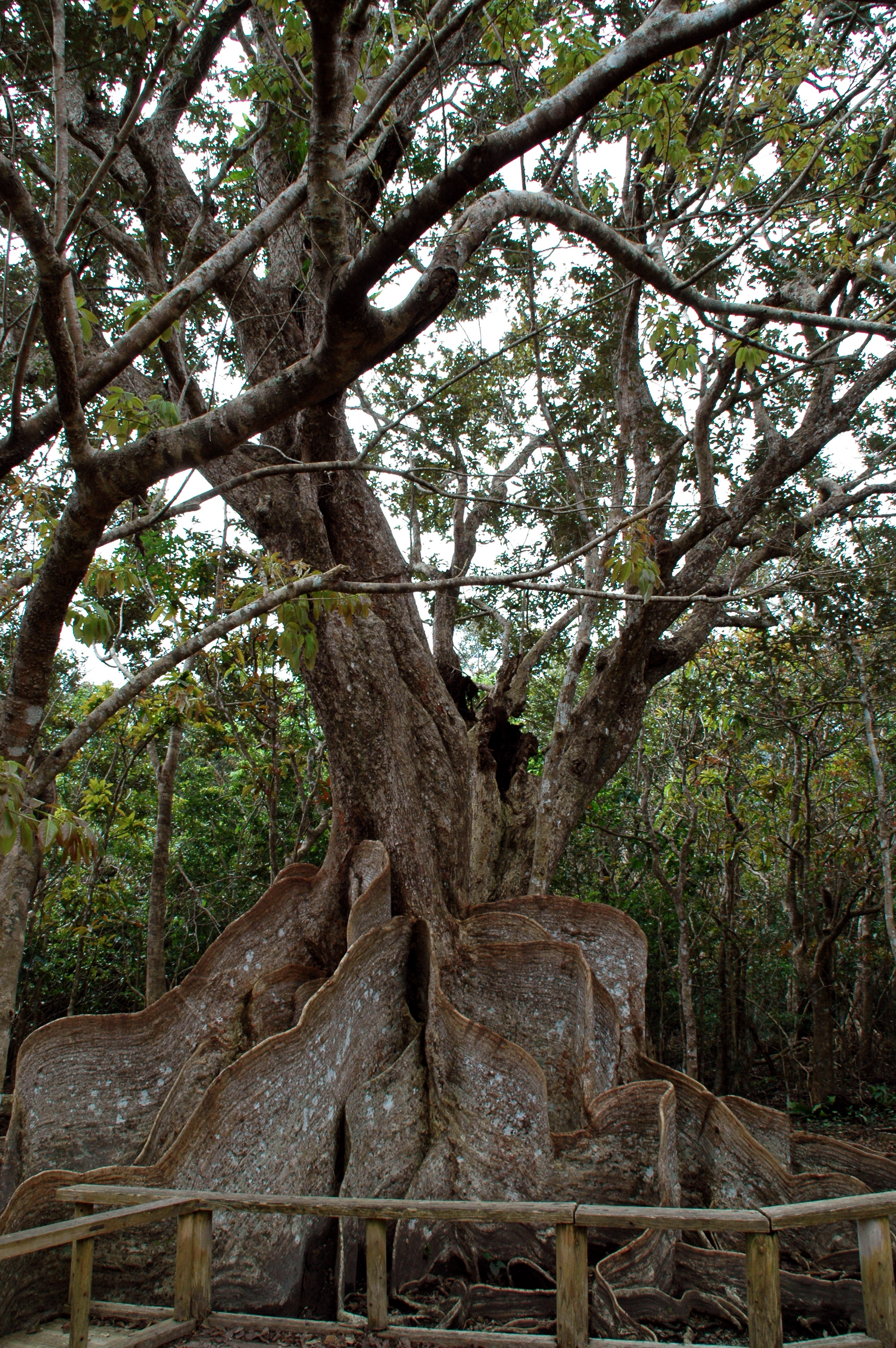
L'Albero Sakishimasuou: si dice che sia la mangrovia più grande e più vecchia del Giappone.
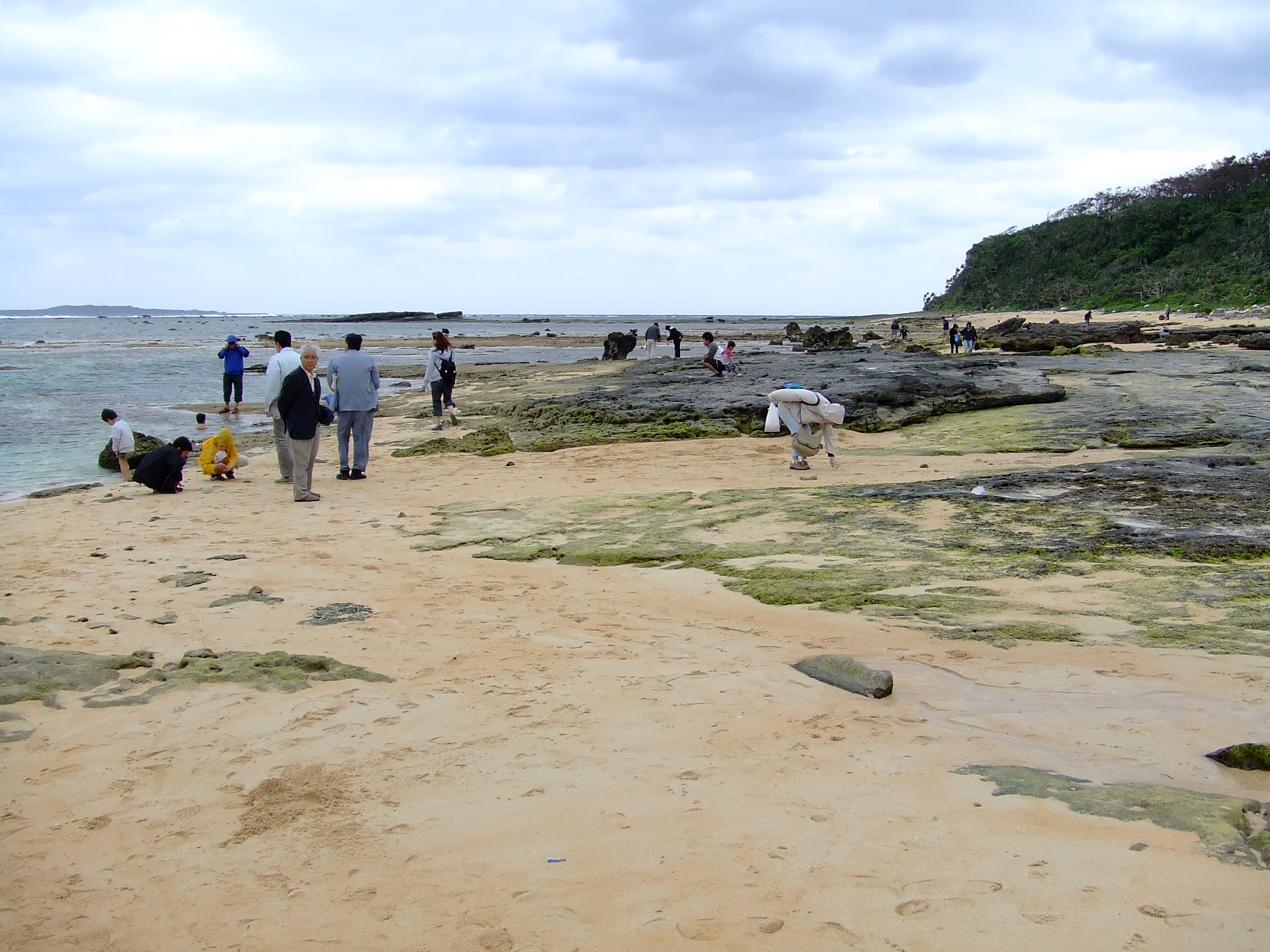
Hoshizuna-no-hama: gente alla ricerca della sabbia stellata sulla Spiaggia della Sabbia Stellata.
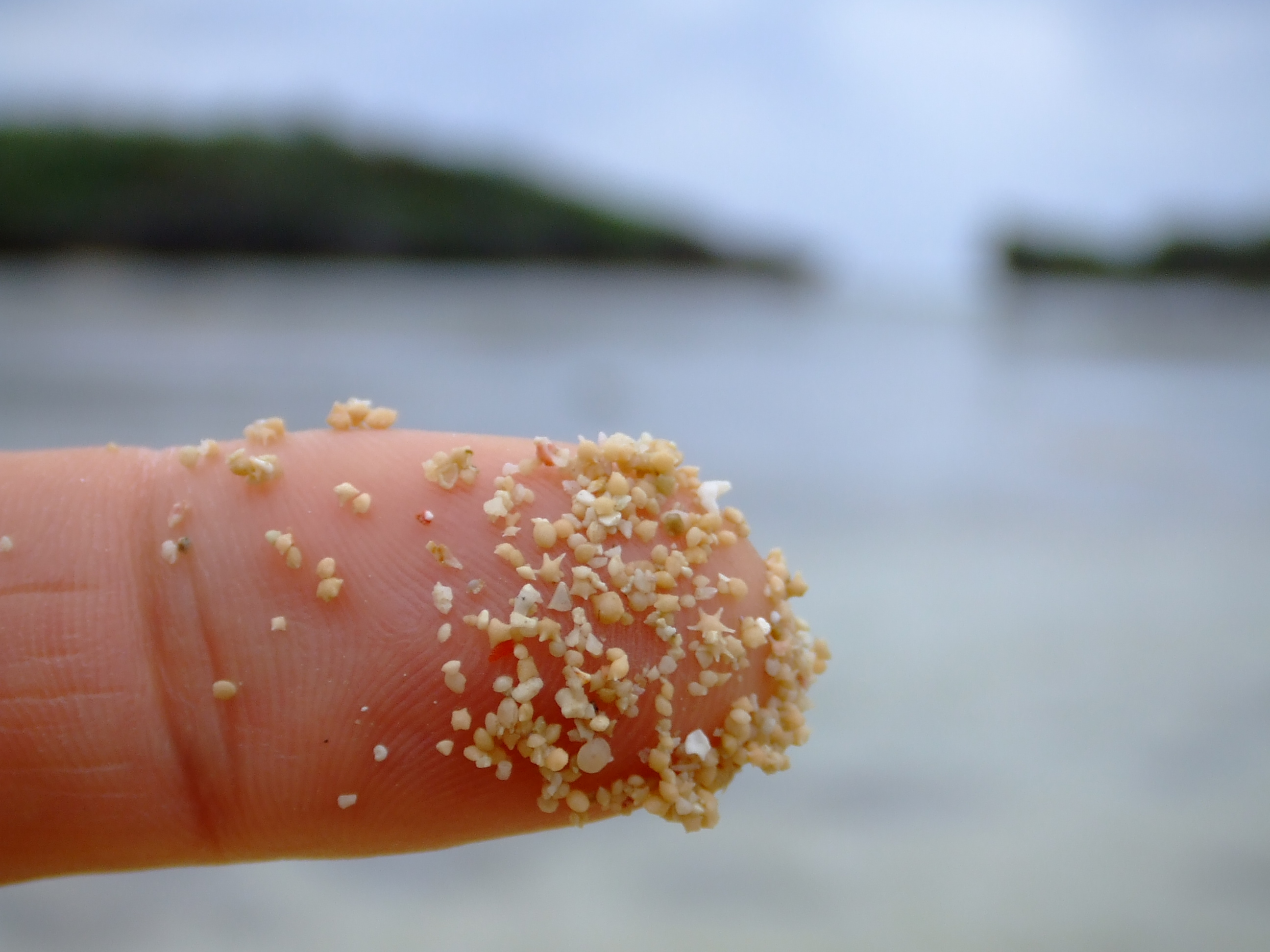
Sabbia stellata: sabbia stellata a Hoshizuna-no-hama.